# من الفم للفم (مسلسل)
من الفم للفم (بالبرتغالية: Boca a Boca) هو مسلسل دراما برازيلي من إخراج إزمير فيلهو وبطولة كايو هوروفيتش ودينيس فراجا وبيانكا بينينغتون.
تم عرض المسلسل يوم 17 يوليو 2020 على منصة نتفليكس .

## قصة
في مدرسة ثانوية ضمن مجتمع ريفي منعزل يعتمد على تربية الماشية، تفزع الأُسر حين يُصاب المراهقون بمرض غامض سريع الانتشار ناتج عن التقبيل.

## طاقم التمثيل
- كايو هوروفيتش بدور أليكس نيرو
- دينيسي فراغا
- استير تينمان
- بيانكا بينينغتون في دور كارمينها نيرو
- كارولينا ديل كارمن بيليريتي
- ايزا موريرا بدور فران
- توماس أكينو

## الحلقات
| رقم الحلقة | عنوان الحلقة                             | الإخراج من  | كتب بواسطة                  | تاريخ الإصدار الأصلي |
| ---------- | ---------------------------------------- | ----------- | --------------------------- | -------------------- |
| 1          | "فهمتك!"                                 | إزمير فيلهو | إزمير فيلهو وتايس جوساسولا  | 17 يوليو 2020        |
| 2          | "ليلة الجمعة - صباح الاثنين"             | إزمير فيلهو | إزمير فيلهو وجوليانا سواريس | 17 يوليو 2020        |
| 3          | "يسهل قول ذلك طالما لا يؤثّر الأمر عليك!" | إزمير فيلهو | إسمير فيلهو ومارسيلو مارشي  | 17 يوليو 2020        |
| 4          | "هل تبحث عن المتعة؟"                     | إزمير فيلهو | إزمير فيلهو وتايس جوساسولا  | 17 يوليو 2020        |
| 5          | "إلغاء متابعة"                           | إزمير فيلهو | إزمير فيلهو وجوليانا سواريس | 17 يوليو 2020        |
| 6          | "كلّنا مرضى"                              | إزمير فيلهو | إسمير فيلهو ومارسيلو مارشي  | 17 يوليو 2020        |

## الإفراج
أصدرت نتفليكس في الثالث والعشرين من حزيران/يونيو 2020 المقطع الدعائي الرسمي للمسلسل.

## روابط خارجية
- من الفم للفم على موقع IMDb (الإنجليزية)
- من الفم للفم على موقع روتن توميتوز (الإنجليزية)
- من الفم للفم على موقع نتفليكس (الإنجليزية)
- من الفم للفم على موقع كينوبويسك (الروسية)
- من الفم للفم على موقع ألو سيني (الفرنسية)
- من الفم للفم على موقع قاعدة بيانات الفيلم (الإنجليزية)